# Some Kinda Rush
"Some Kinda Rush" to piosenka stworzona przez Nadie Shepherd, Cherise Roberts, Carla Rydena oraz Samanthe Powell na debiutancki album brytyjskiego duetu Booty Luv, Boogie 2Nite. Utwór został wydany jako czwarty singel promujący krążek dnia 24 grudnia 2007.

## Teledysk
Premiera teledysku odbyła się 16 listopada w różnych stacjach muzycznych jednocześnie. W klipie można zobaczyć dziewczyny z zespołu jadące luksusowym samochodem Lamborghini Gallardo Spyder, czemu towarzyszą różne efekty specjalne.

## Pozycje na listach
| Lista przebojów (2007)        | Najwyższa pozycja |
| ----------------------------- | ----------------- |
| Wielka Brytania Singles Chart | 19                |
| Irlandia Singles Chart        | 47                |
| Holandia Singles Chart        | 10                |